# Abraham Gepner

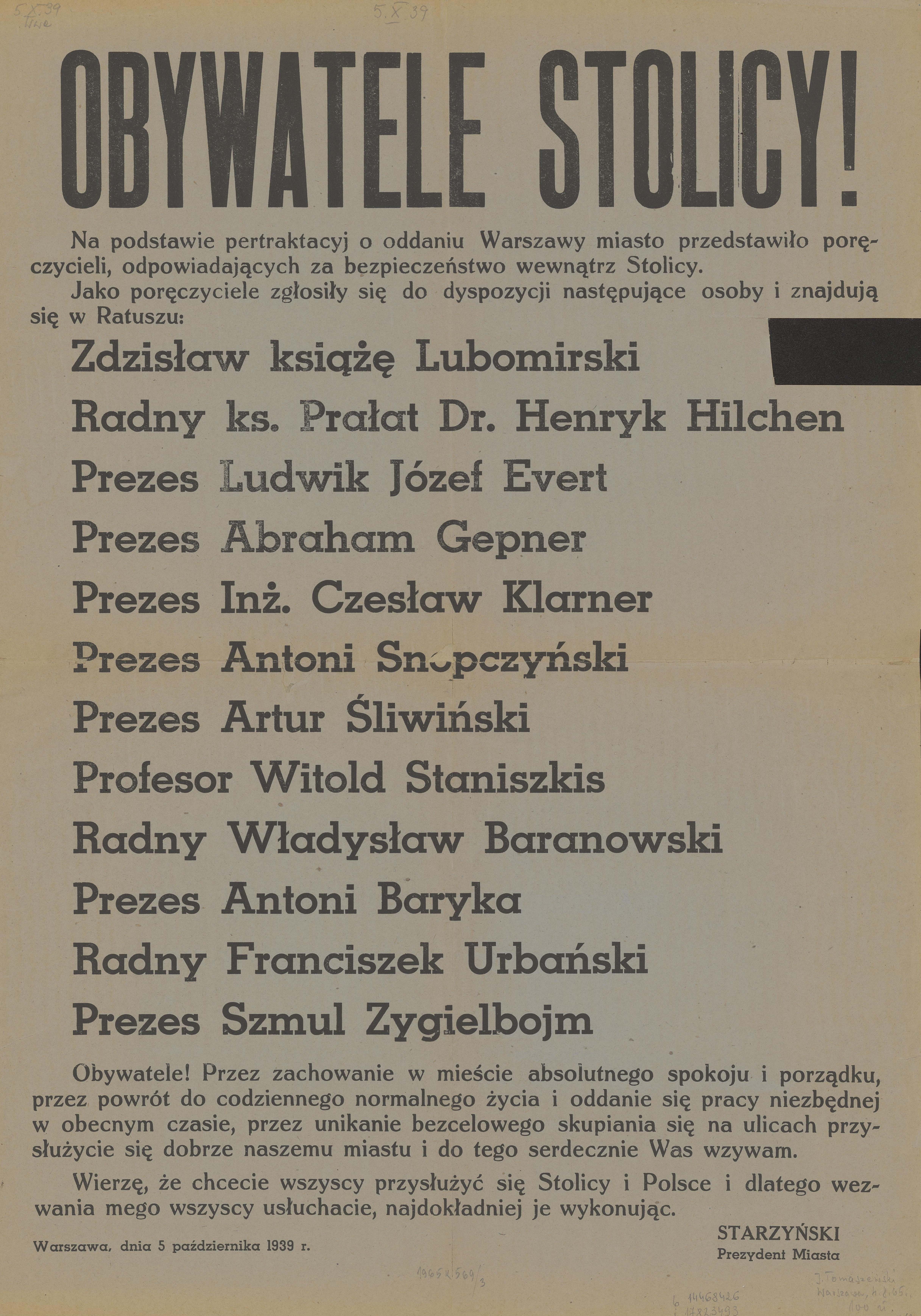
Obwieszczenie Stefana Starzyńskiego z listą 12 zakładników, wśród nich nazwisko Abrahama Gepnera

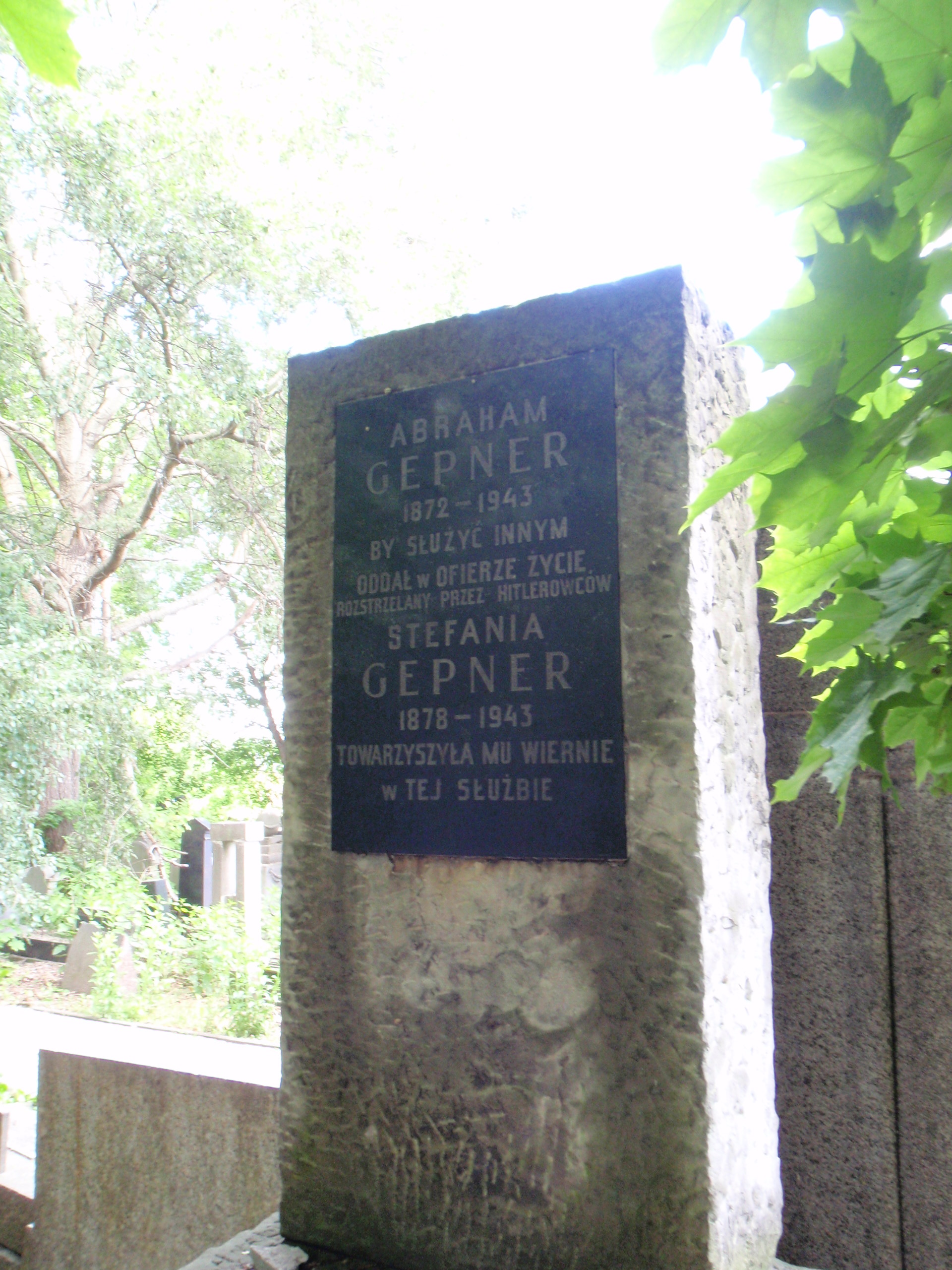
Symboliczny grób Abrahama i Stefanii Gepnerów na cmentarzu żydowskim przy ulicy Okopowej w Warszawie

Abraham Gepner (ur. 28 czerwca 1872 w Warszawie, zm. 3 maja 1943 tamże) – polski kupiec i społecznik żydowskiego pochodzenia, radny miasta stołecznego Warszawy.

## Życiorys
Urodził się 28 czerwca 1872 w Warszawie, w rodzinie ortodoksyjnych Żydów. 
Otrzymał tradycyjne wykształcenie religijne, ukończył także szkołę realną w Warszawie. W młodości praktykował w sklepie żelaznym Szai Prywesa przy placu Grzybowskim 10. 1 marca 1905 założył własną firmę handlującą metalami do spółki z Zygmuntem Kornblumem, pod nazwą „Kornblum i Gepner”. Siedziba przedsiębiorstwa znajdowała się przy ulicy Grzybowskiej 27, a główny skład przy ulicy Bema 87. Przed I wojną światową był członkiem Stowarzyszenia Subiektów Handlowych Wyznania Mojżeszowego. Prowadzone przez niego przedsiębiorstwo jeszcze przed I wojną światową wyrosło na największe tego typu przedsiębiorstwo w Polsce, głównym odbiorcom oferowanych przez nie produktów (półfabrykatów metalowych) były rosyjskie koleje. Podczas wojny odmówił współpracy z Niemcami polegającej na prowadzeniu rekwizycji metali szlachetnych na zajętych przez nich terenach.
W dwudziestoleciu międzywojennym działał w Centrali Związków Kupców, w 1930 został jednym z jej wiceprezesów, a 15 października 1935 zastąpił zmarłego Wacława Wiślickiego na stanowisku jej prezesa zarządu głównego. Pełnił także funkcję wiceprezesa Izby Handlowo-Przemysłowej w Warszawie oraz był członkiem Komisji Odwoławczej przy Izbie Skarbowej, protektorem Domu Sierot, domu starców, szpitala na Czystem, Szkoły Rzemieślniczej, Kasy Pomocy Bezprocentowej i Banku dla Kooperatyw.
Po wybuchu II wojny światowej, w październiku 1939 został wzięty jako zakładnik przez Niemców, wśród wielu innych osobistości miasta, znalazł się na liście 12 zakładników miasta Warszawy, wskazanych Niemcom zgodnie z aktem kapitulacji miasta z 28 września „celem zabezpieczenia przed aktami sabotażu”.
Po utworzeniu getta sprawował funkcję przewodniczącego Rady Gospodarczej i kierownika Zakładu Zaopatrzenia warszawskiego Judenratu. Był również twórcą internatu „Dobra Wola” dla 400 dzieci, mieszczącego się przy ulicy Dzielnej 61. Utrzymywał kontakt z żydowskim ruchem oporu, wspierał również finansowo Żydowską Organizację Bojową. Miał mieć możliwość ucieczki z getta, odmawiał jednak jego opuszczenia.
W sierpniu 1942, w czasie wielkiej akcji deportacyjnej, po wywiezieniu dzieci z gettowych sierocińców do Treblinki, stworzył nowy sierociniec dla dzieci błąkających się po ulicach. W okresie getta szczątkowego był jednym z kierowników Centralnej Komisji Popierania Pracy w Szopach.
Podczas powstania w getcie warszawskim ukrywał się w bunkrze w magazynach żywności przy ulicy Franciszkańskiej 30, został jednak schwytany i następnie zamordowany na rogu ulicy Gęsiej i Zamenhofa wraz z żoną Stefanią (1878–1943).
Symboliczny grób małżeństwa Gepnerów znajduje się na cmentarzu żydowskim przy ulicy Okopowej w Warszawie (kwatera 10, rząd 6).

## Ordery i odznaczenia
- Złoty Krzyż Zasługi (9 listopada 1932)[9]